# Besleria modica
Besleria modica  (лат.) — вид цветковых растений рода Беслерия (Besleria) семейства Геснериевые (Gesneriaceae). Эндемик Эквадора. Обитает в тропических и субтропических влажных горных лесах. В красной книге имеет статус Близки к уязвимому положению (англ. Near Threatened, NT).